# Friedrichshütte (Bebra)
Die Friedrichshütte ist eine über 275 Jahre alte ehemalige Kupferschmelze in Bebra-Iba im Landkreis Hersfeld-Rotenburg im Nordosten von Hessen
Landgraf Friedrich I. von Hessen, durch Heirat zugleich schwedischer König, ließ 1732 die Friedrichshütte als Kupferschmelzanlage erbauen.

## Öfen
Die Hütte verfügte nach ihrer Fertigstellung im Jahr 1735 wie die schon bestehende Richelsdorfer Hütte über insgesamt drei Öfen. Es handelte sich um zwei „Krummöfen“, die zum Rohschmelzen dienten und um einen „Garherd“. Aber schon 1756 bzw. 1763 wurde ein Krummofen zu einem so genannten „Hohen Ofen“ umgebaut sowie ein weiterer neuer Hochofen angelegt, so dass nun zwei Hochöfen zum Rohschmelzen zur Verfügung standen. Der Krummofen wurde dazu benutzt, den durch das Rohschmelzen entstehenden Kupferstein in Schwarzkupfer und Spurstein zu trennen. Der Garherd, mit dem das Kupfer in seiner reinsten Form aus Spursteinen und dem Schwarzkupfer hergestellt wurde, blieb unverändert.

## Produktionsablauf
Der gewonnene Kupferschiefer wurde zunächst auf offenen Feuern „geröstet“, um vorhandene Unreinheiten – wie z. B. Schwefel – zu beseitigen sowie sein Volumen zu reduzieren. Dieser Vorgang dauert ca. 5 Wochen. Anschließend erfolgte in den Hochöfen das Rohschmelzen. Der hierbei gewonnene Kupferstein wurde dann in den gemauerten Röststätten nochmals 6 bis 7 Mal geröstet. Hierauf erfolgte in den Krummofen die Trennung nach Schwarzkupfer und Spursteinen. Den Abschluss bildete das „Garmachen“, die Herstellung des Endproduktes.

## Produktion
Im Jahr 1787 wurden auf der Friedrichshütte 1.000 Zentner Kupfer hergestellt, die einen Kauferlös von ca. 30.000 Reichstalern erbrachten. Als Rohmaterial wurden hierfür 48.000 Zentner Kupferschiefer sowie 25.000 Klafter Holz und 750 Fuder Kohlen verarbeitet (1 Klafter = 3,39 m³, 1 Fuder = 3,12 m³). Der Reingewinn des Werkes betrug laut Lager-, Stück- und Steuerbuch der Gemeinde Iba von 1781 14.000 Reichstaler – im Vergleich zu den Baukosten von 9.451 Reichstalern ein beachtlicher Gewinn. Damals waren auf der Friedrichshütte direkt 20 Personen beschäftigt. Hinzu kamen die über 600 Bergleute in den 20 Schächten des Werkes sowie die nicht unbeachtliche Zahl der Bauern, die die Transporte durchführten.

## Sonstiges
Die Brüder Grimm verweilten häufiger auf der Friedrichshütte. Besonders Wilhelm Grimm hielt sich oft längere Zeit mit seiner Frau Dortchen in der Hütte bei seinem Schwager, dem Bergrat Friedrich Karl von Fulda, auf. So entstand hier, in malerischer Umgebung, das bekannte Grimmsche Märchen „Die klugen Leute“.
Der Chemiker Robert Wilhelm Bunsen veröffentlichte 1840 zwei Berichte über seine Untersuchungen der Gichtgase des Kupferschieferofens.
Die Friedrichshütte war von 1920 bis 2015, mit wenigen kurzen Unterbrechungen durch Besitzerwechsel, ein beliebtes Ausflugslokal.
Seit Januar 2016 ist die Gastwirtschaft geschlossen. Es gibt einige wenige Veranstaltungen, die noch an der Friedrichshütte stattfinden, wie z. B. gemeinsame Gottesdienste verschiedener Gemeinden (u. a. im Mai 2018).

## Geschichte
- 1732–1735 Landgraf Friedrich, durch Heirat zugleich schwedischer König, lässt die Friedrichshütte als Kupferschmelzanlage erbauen.
- 1770 Die Friedrichshütte beschäftigt 700 Personen und stellt jährlich 1.000 Zentner Kupfer her.
- 1830 Enge Bindung der Brüder Grimm an die Friedrichshütte. Der damalige Hüttenleiter Fulda war ein Schwager Wilhelm Grimms.
- 1837 Hüttenleiter Fulda bietet den zu den Göttinger Sieben gehörenden Grimms die Friedrichshütte als Asyl an. Sie hatten vorher gegen die Aufhebung des Staatsgrundgesetzes im Königreich Hannover protestiert und wurden entlassen.
- 1866 Angliederung Hessens an Preußen.
- 1873–1874 Verkauf der Friedrichshütte an die Firma Fleitmann&Witte in Iserlohn.
- 1886 Stilllegung des Betriebes.
- um 1900 Mehrere Versuche zur Wiederaufnahme scheitern. Die Anlage wird verlassen und verfällt.
- 1919 Der Müllermeister Ludwig Trieselmann erwirbt die Friedrichshütte. Entgegen der Verkaufsauflage, die Gebäude abzureißen, gelingt es ihm, die Reste zu erhalten und wiederherzustellen.
- 1920 Gründung des Ausflugslokal „Friedrichshütte“.
- 2015 Schließung des Ausflugslokal „Friedrichshütte“.